# Gian Francesco Fortunati
Gian Francesco Fortunati (Parma, 27 febbraio 1746 – Parma, 20 dicembre 1821) è stato un compositore italiano.

## Biografia
Ricevette i suoi primi insegnamenti musicali da Omobono Nicolini, maestro al cembalo presso i teatri del Ducato di Parma, a Piacenza. Nel 1767 fu operativo presso la corte ducale di Parma e nel 1769 si recò a Bologna, dove si perfezionò con Giovanni Battista Martini. Nello stesso anno a Parma rappresentò la sua prima opera, I cacciatori e la vendilatte, con la quale ottenne un discreto successo. In conseguenza di ciò ottenne il posto di maestro di cappella della corte ducale, in sostituzione di Tommaso Traetta, che era partito l'anno precedente per la Russia. Nel 1780 fu inoltre nominato direttore del teatro della città e nel 1787 maestro delle reali principesse di Parma. Negli anni successivi viaggiò a Dresda e a Berlino per rappresentare le sue opere. Tornò definitivamente a Parma, dove rimase fino alla morte.

## Lavori

### Opere
Le opere sono elencate in ordine cronologico; l'anno e la città si riferiscono alla prima rappresentazione.
- I cacciatori e la vendilatte (melodramma giocoso, 1769, Parma)
- La notte critica (libretto di Luigi Bernardo Salvoni, 1771, Parma)
- Le Négociant (dramma giocoso, 1772, Berlino)
- Le gare degli amanti (libretto di Luigi Bernardo Salvoni, dramma giocoso, 1772, Colorno)
- Ipermestra (libretto di Pietro Metastasio, dramma per musica, 1773, Modena)
- La contessa per equivoco (1776, Torino)
- L'ospite incognito (dramma giocoso, 1778, Colorno)
- L'incontro inaspettato o fortunato (commedia, 1800, Parma)

### Altri lavori vocali
- La contesa delle Muse, cantata a 4 voci (1788)
- 4 canzonette per 2 soprani, basso e basso continuo (1796)
- 4 canzonette campestri (1796)
- 6 cantate con strumenti
- 4 arie per una o più voci con orchestra
- 12 ariette sacre e 6 profane per 3 voci (1817)
- 6 ariette per soprano (1818)
- 6 duetti di camera per 2 soprani con 2 violini, viola e basso continuo

### Lavori instrumentali
- 6 Sinfonie op.1
- quartetti
- quintetto
- Sinfonie concertanti